# Croix des Fiancés

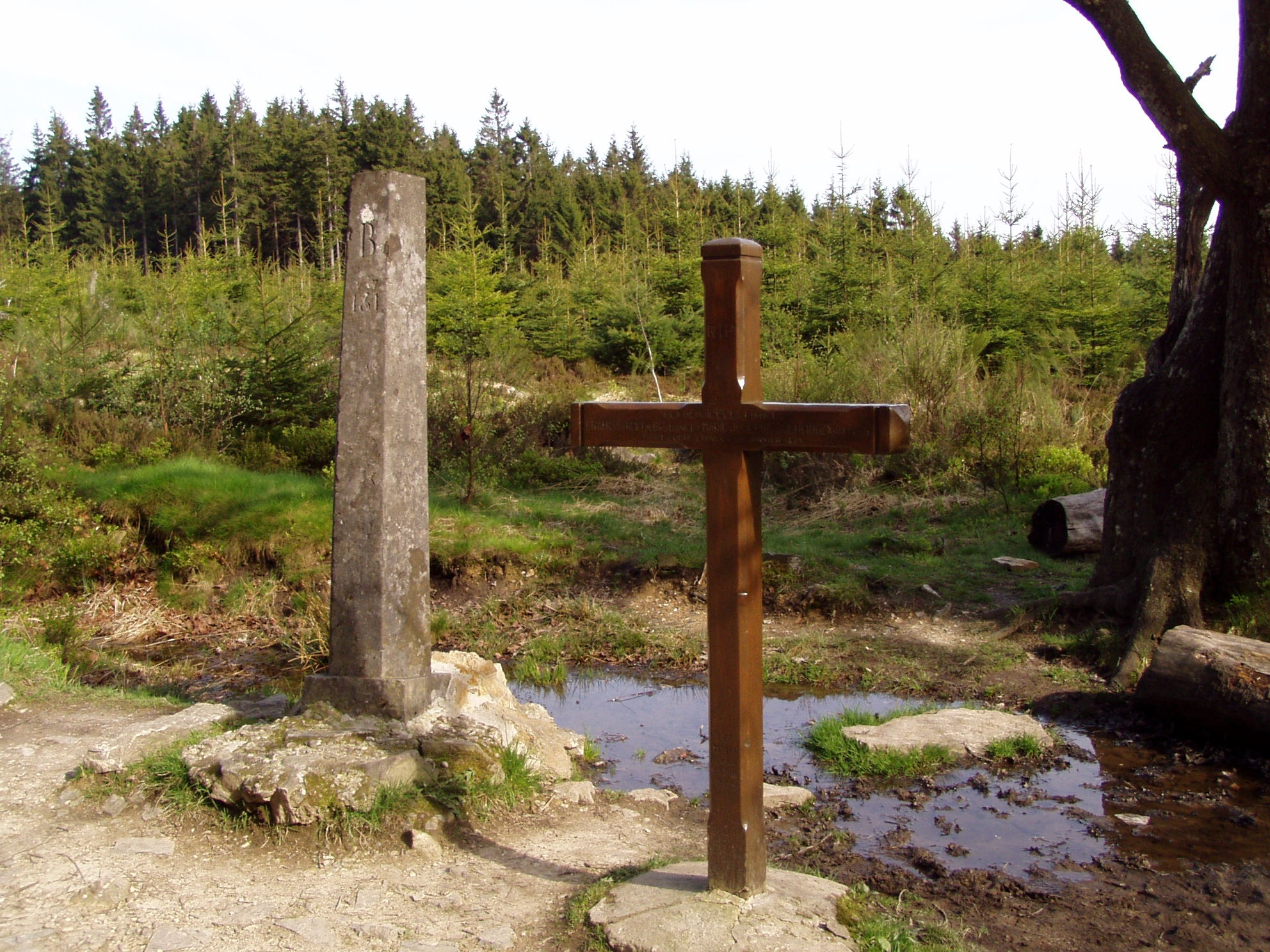
La croix des Fiancés et une ancienne borne frontière Prusse - Belgique

La Croix des Fiancés est un monument du plateau des Hautes Fagnes en Belgique, non loin de la Baraque Michel. Elle se trouve sur l'antique voie fagnarde « La Vêquée » et sur l'ancienne frontière entre la Belgique et la Prusse. 
Cette croix a été inaugurée, dans son état actuel, le dimanche 20 septembre 1931 en la mémoire de deux jeunes fiancés pris dans une tempête de neige le 22 janvier 1871. Elle succède à une autre croix plus ancienne, en place depuis 1906 au moins.

## Histoire
François Reiff de Bastogne, terrassier travaillant au barrage de la Gileppe, et Marie Solheid de Xhoffraix, servante à Halloux près de Limbourg, quittèrent le village de Jalhay le dimanche 22 janvier 1871. Ils avaient respectivement 32 et 24 ans. Ils voulaient se rendre à Xhoffraix (alors en Prusse), chercher les pièces nécessaires à leur mariage. Ils s'engagèrent en Fagne, malgré le mauvais temps. Une épaisse couche de neige recouvrit la lande et ils se perdirent à jamais.
Ce n'est que deux mois plus tard, à la fonte des neiges (printemps), qu'un douanier prussien découvrit le corps de la jeune Marie, en ce lieu où l'auberge de la baraque Michel n'est distante que d'environ 1.500 mètres.
Dans son corsage, son fiancé avait glissé un mot : "Marie vient de mourir, et moi, je vais le faire."
Le corps de François avait auparavant été retrouvé deux kilomètres plus loin, sur les hauteurs de Solwaster.

## Dans la culture populaire
Le drame devrait faire l'objet d'une adaptation cinématographique par Stéphane Xhroüet, avec des rôles tenus par Marie Gillain et Ulrich Tukur. Le film ne sera pas une adaptation fidèle du fait divers, se déroulant en 1915,. Le titre devrait en être Deux enfants du siècle (Wil & Wâtie).